# Pismo manichejskie
Pismo manichejskie – system pisma wywodzący się z alfabetu syryjskiego z wpływami pisma sogdyjskiego, używany pomiędzy III a X w. na terenie Azji Środkowej. Stosowano je do zapisu różnych języków: średnioperskiego, sogdyjskiego, partyjskiego, baktryjskiego, ujgurskiego, starotureckiego i tocharskiego. Pisano od strony prawej do lewej.